# Крушец (комуна)
Крушец (рум. Crușeț) — комуна у повіті Горж в Румунії. До складу комуни входять такі села (дані про населення за 2002 рік):
- Божину (86 осіб)
- Велуца (443 особи)
- Крушец (593 особи) — адміністративний центр комуни
- М'єря (363 особи)
- М'єрічауа (290 осіб)
- Марінешть (131 особа)
- Меяг (735 осіб)
- Слевуца (755 осіб)
- Слемнешть (246 осіб)
- Урда-де-Жос (297 осіб)

Комуна розташована на відстані 194 км на захід від Бухареста, 54 км на південний схід від Тиргу-Жіу, 36 км на північ від Крайови.

## Населення
За даними перепису населення 2002 року у комуні проживали 3939 осіб.
Національний склад населення комуни:
| Національність | Кількість осіб | Відсоток |
| -------------- | -------------- | -------- |
| румуни         | 3899           | 99,0%    |
| цигани         | 39             | 1,0%     |
| угорці         | 1              | < 0,1%   |

Рідною мовою назвали:
| Мова      | Кількість осіб | Відсоток |
| --------- | -------------- | -------- |
| румунська | 3938           | > 99,9%  |
| угорська  | 1              | < 0,1%   |

Склад населення комуни за віросповіданням:
| Релігія       | Кількість осіб | Відсоток |
| ------------- | -------------- | -------- |
| православні   | 3911           | 99,3%    |
| баптисти      | 14             | 0,4%     |
| п'ятдесятники | 11             | 0,3%     |
| мусульмани    | 1              | < 0,1%   |